# パルケセントラル
パルケセントラル（Parque Central）は、ベネズエラのカラカスにある都市複合施設で、同国でもっとも高いビルである。2014年にチリのグラントーレ・サンティアゴが完成するまでは南アメリカでもっとも高いビルでもあった（ラテンアメリカ全体では2003年にメキシコのトーレ・マヨールに抜かれるまで一番高かった）。首都地区リベルタドル市サンアグスティン区に位置する。パルケセントラルとは、スペイン語で「中央公園」を意味するが、施設の性格は公園とは異なる。

## 歴史

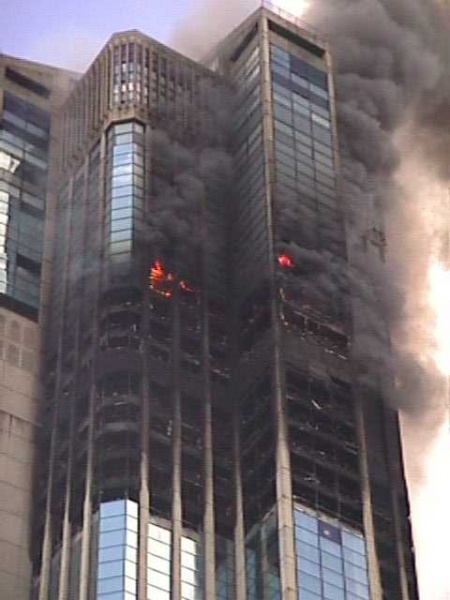
2004年の火災

1979年に、東西二つの塔を備えた複合施設として建設された。2006年に南側にカラカス地下鉄四号線のパルケセントラル駅が開業した。東の「塔」は、2004年10月16日深夜に発した火災で32階から最上階まで延焼した。死傷者はなかった。
2012年、高さをかさ増しするために、東タワーの上に「シモン・ボリバルの剣」(Espada de Simón Bolivar)という名のアンテナが加えられた。

## 概要
カラカス地下鉄一号線のベジャス・アルテス駅の南に、駅から一ブロック隔てて立地する。北がボリバル通り、南がレクーナ通りである。
225メートルの東塔と西塔がもっともめだち、建造時以来、現在に至るまで、ベネズエラで最も高い建物である。他に複数の建物があり、住宅とホテルに使われている。下層の階は、多数の商店が入るショッピングセンターである。美術館や博物館もある。

## 美術館
- ソフィアインベル現代美術館
- 子供博物館
- テクラド美術館
- 視聴覚博物館